# 9678 van der Meer
9678 van der Meer è un asteroide della fascia principale. Scoperto nel 1960, presenta un'orbita caratterizzata da un semiasse maggiore pari a 2,6100980 UA e da un'eccentricità di 0,2091853, inclinata di 2,41692° rispetto all'eclittica.